# جيري تومسون
جيري تومسون (بالإنجليزية: Jerry Thompson)‏ هو منافس ألعاب قوى أمريكي، ولد في 15 أغسطس 1923.

## وصلات خارجية
- جيري تومسون على موقع أوليمبيديا (الإنجليزية)